# Бад-Лаухштедт
Бад-Лаухштедт (нім. Bad Lauchstädt) — місто в Німеччині, розташоване в землі Саксонія-Ангальт. Входить до складу району Заалє.
Площа — 85,36 км2. Населення становить 8849 ос. (станом на 31 грудня 2021).